# シルヴィオ・サントス
シルヴィオ・サントス（ポルトガル語: Silvio Santos、1930年12月12日 - 2024年8月17日）、ブラジルのテレビ司会者、実業家、SBTの創業者。本名はセニョール・アブラヴァネル（ポルトガル語: Senor Abravanel; ヘブライ語: סניור אברבנאל）。
ユダヤ系ブラジル人。初期はリオデジャネイロの路上で行商人、セールスマン、ラジオパーソナリティとして働き、後にテレビ局SBTを中心としたシルヴィオ・サントス・グループ（Grupo Silvio Santos）を設立。
「Topa Tudo por Dinheiro」や「Programa Silvio Santos」などで自ら司会を務め、スタジオの観客に現金を投げて取らせるというパフォーマンスで人気を博した。
亡くなるまで60年以上もの間、ブラジルのTV界の象徴的存在とされた。
2024年8月初にH1N1に感染して入院したが、2024年8月17日未明に気管支肺炎によりサンパウロで死去。93歳没。
亡くなった際にはライバル局であるグローボ、CNNなど他局でもニュース番組で放送された。
サッカーはSCコリンチャンス・パウリスタのファンであり、コリンチャンス関連の曲も歌っている。（「Samba do Corinthians」「Transplante Corinthiano」など）
出身地であるリオデジャネイロでは、フルミネンセのファンであった。彼の死後(2024年8月18日)にエスタジオ・ド・マラカナンで行われたフルミネンセvsコリンチャンスでは、試合前に彼に対する黙祷を行っている。
彼の半生を描いたドラマに「キング・オブ・TV（The King of TV）」がある（スターで配信）。